# Monstera dubia
Monstera dubia là một loài thực vật có hoa trong họ Ráy (Araceae). Loài này được (Kunth) Engl. & K.Krause mô tả khoa học đầu tiên năm 1908.